# Щецин-Столчин-Северный
«Щецин-Столчин-Северный» — планируемая пассажирская станция Щецинской метрополийной электрички. Она будет расположена в округу Столчин, по котором и получила своё название. Открытие станции запланировано на 2022 год.

## Проектирование
В рамках проекта Щецинской метрополийной электрички планируется строительство на станции двух платформ.